# Манометър на Пирани
Манометър на Пирани е манометър, предназначен за измерване на вакуум в областта от около 0,5 тора до 10-4 тора.

## Принцип на действие
В газ се поставя електрическа жица, при което скоростта на топлоотделянето от жицата зависи от налягането на газа. Други варианти са:
1. поддържане на постоянна потенциална разлика в краищата на жицата, при което съпротивлението ѝ ще е мярка за налягането,
2. поддържане на постоянно съпротивление, при което мярка за налягането ще е потенциалната разлика.